# Irizar
Irizar je španělský výrobce autobusů založený v roce 1889. Sídlo společnosti se nachází ve městě Ormaiztegi na severu Španělska. V současnosti vyrábí dálkové, linkové a městské autobusy, a to na podvozcích různých firem.

## Produkce

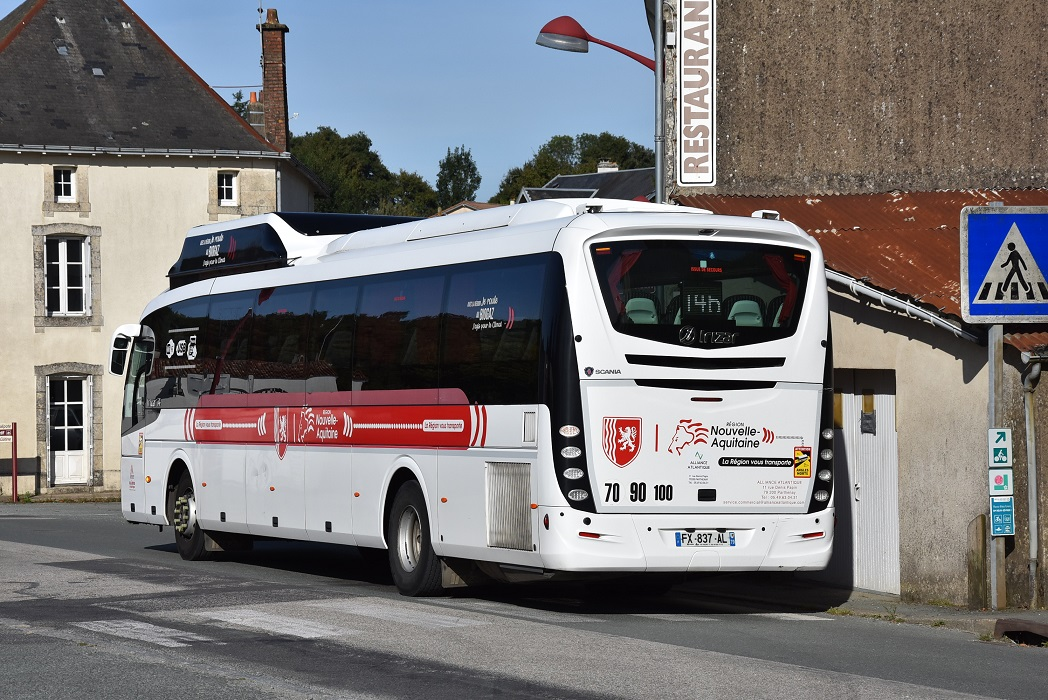
Irizar i4 bioplyn, Francie

V současnosti společnost vyrábí tyto modely:

### Dálkové
- i8 – Dálkový autobus, vlajková loď společnosti
- i6s – Dálkový autobus pro střední a dlouhé vzdálenosti
- i6 – Dálkový autobus

### Linkové
- i4 – Linkový autobus pro krátké vzdálenosti
- i3le – Nízkopodlažní linkový autobus pro krátké vzdálenosti

### Městské
- ie bus – Městský nízkopodlažní elektrobus
- ie bus 18m – Městský kloubový nízkopodlažní elektrobus
- ie tram – Městský nízkopodlažní kloubový elektrobus, designově odkazuje na tramvaje